# Thomas Tingey
Pour les articles homonymes, voir Tingey.
Thomas Tingey (11 septembre 1750 - 23 février 1829) est un commodore de la marine américaine (US Navy). Il a d'abord servi dans la marine royale britannique (Royal Navy), puis dans la marine continentale (Continental Navy). Tingey a servi avec distinction pendant la quasi-guerre et a été commandant du Washington Navy Yard (chantier naval de Washington) jusqu'à sa mort.

## Biographie

### Jeunesse
Tingey est né à Londres le 11 septembre 1750. Dans sa jeunesse, il a servi dans la marine royale britannique (Royal Navy) en tant qu'aspirant (midshipman) à bord du HMS Panther et, en juillet 1771, il a commandé un blockhaus à Chateaux Bay, sur la côte du Labrador. Il a ensuite commandé des navires marchands dans les Antilles avant de venir dans les colonies et d'investir dans la Compagnie des Indes orientales. Selon une tradition non vérifiée, Tingey aurait servi dans la marine continentale (Continental Navy) pendant la guerre d'indépendance américaine.

### Carrière dans la marine
En septembre 1798, Tingey est nommé capitaine dans la marine américaine et se distingue dans la quasi-guerre avec la France, en tant que commandant du navire de guerre Ganges. Au cours de cette période, Tingey a commandé une escadre qui a sillonné les eaux du passage du Vent entre Hispaniola et Cuba pour protéger les navires américains des corsaires français. Tingey a commandé le Ganges qui a remporté quatre victoires et est connu pour son affrontement sans effusion de sang avec la frégate britannique HMS Surprise. Il a été libéré de la marine à la fin de la Quasi Guerre en 1802.

### Le chantier naval de Washington
En janvier 1800, Tingey est nommé pour superviser la construction du nouveau chantier naval de Washington (Washington Navy Yard) à Washington, D.C.. Il est bien introduit dans les cercles politiques de Washington D.C. et entretient des relations étroites avec les membres des cabinets de Thomas Jefferson et de James Madison. Le 23 novembre 1804, il est à nouveau nommé capitaine dans la marine et devient commandant du Washington Navy Yard et agent naval, postes qu'il occupera jusqu'à sa mort.
Au cours de son long mandat à l'arsenal, Tingey s'est fait l'avocat de la main-d'œuvre esclave, comme en témoignent l'inventaire et la liste de paie de l'arsenal de 1808, qui montrent que la pratique consistant à placer des esclaves sur la liste de paie de l'arsenal était à la fois très répandue et rentable. Dans sa lettre au secrétaire de la Marine, Robert Smith, datée du 19 mai 1808, Tingey indique que le chantier naval de Washington compte 194 employés "ordinaires", dont 58 Noirs réduits en esclavage, soit 29,9% de la main-d'œuvre. Dix de ces travailleurs asservis étaient loués à la marine par des officiers de marine, dont les marins Abram Lynson et Charles Lancaster (voir la vignette), les "serviteurs" asservis du commodore,. Dans sa conclusion, Tingey cite la coutume du service et implore Robert Smith de reconsidérer cette interdiction.

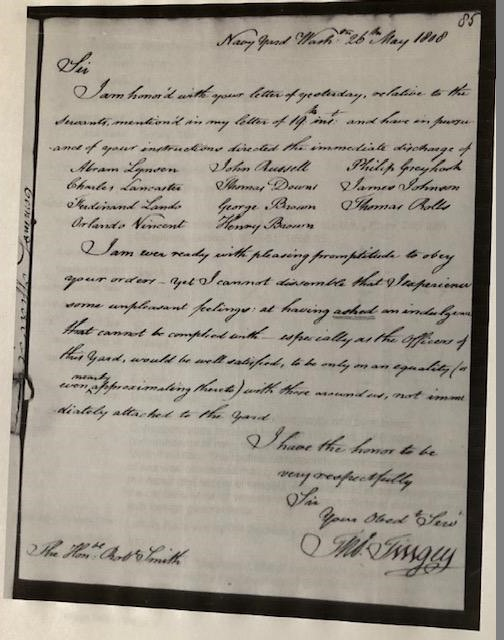
Thomas Tingey, 26 mai 1808 à Robert Smith demandant l'"indulgence" pour les officiers de marine de WNY esclavagistes.

Smith ne reviendra pas sur sa décision et le Commodore Tingey réhabilitera Lynson, âgé de 29 ans, le 21 juillet 1809. Cependant, en 1809, le chantier naval a recommencé à employer des esclaves, Tingey ayant demandé au secrétaire Smith de "... ordonner l'emploi dans l'ordinaire de bons esclaves appartenant à ce quartier - leur nombre ne devant pas dépasser vingt à l'heure actuelle". Le 11 mai 1815, le Conseil des commissaires de la marine, alarmé, a de nouveau écrit à Tingey au sujet des pratiques d'emploi du chantier naval de Washington Navy Yard.
"Une pression particulière est exercée sur l'emploi de personnes inadaptées au service public - des esclaves mutilés et ingérables pour l'hébergement de veuves, d'orphelins et de familles indigentes en détresse - des apprentis pour l'hébergement de leurs maîtres - des vieillards et des enfants pour le bénéfice de leurs familles et de leurs parents. Ces pratiques doivent cesser.",

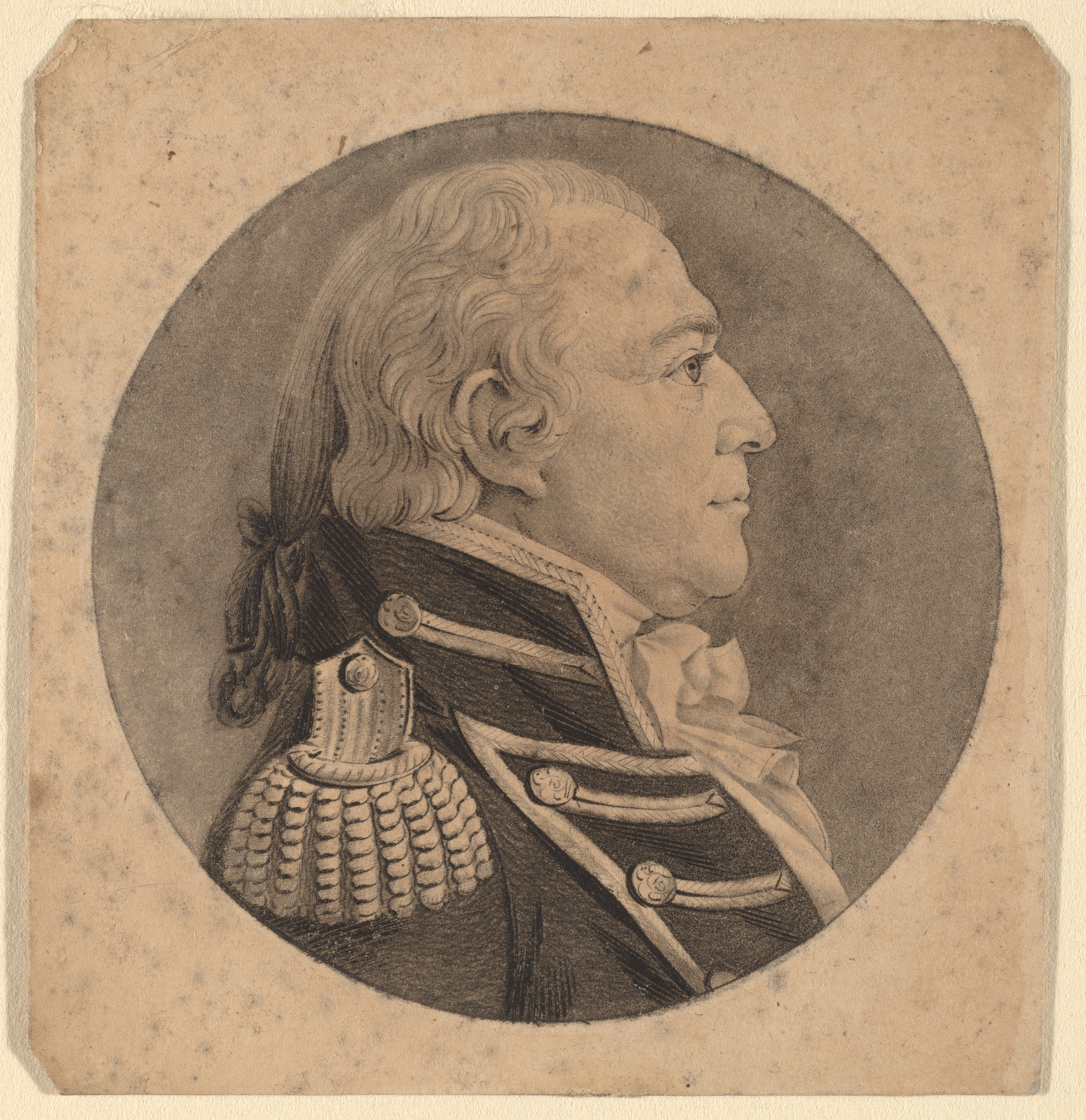
Portrait de 1806 par Charles B. J. Févret de Saint-Mémin

En tant qu'agent naval, conformément aux règlements navals de l'époque, le commodore Tingey reçoit 1 % de ses dépenses au Washington Navy Yard sous forme de commission. Son implication dans les questions d'approvisionnement et de contrats a rapidement donné lieu à une perception d'achats irréguliers et à une enquête sur ces accusations. Le 10 décembre 1810, le secrétaire de la marine Robert Smith a ouvert une enquête sur la conduite du commodore. L'enquête ne conclut à aucune violation substantielle.
Pendant le mandat de Tingey en tant que commandant, le personnel du Washington Navy Yard est fréquemment utilisé pour concevoir et tester de nouvelles armes. Le 6 février et le 17 août 1808, le secrétaire d'État Smith demande à Tingey d'organiser un essai de l'invention du docteur Wallace et de la torpille de Robert Fulton, deux projets qui nécessitent des employés et des ressources du chantier naval.
En août 1814, alors que les Britanniques avancent sur Washington, le secrétaire de la Marine ordonne à Tingey de mettre le feu au chantier naval. Il écrit à sa fille le 17 septembre 1814 : "J'ai été le dernier officier à quitter la ville après que l'ennemi en eut pris possession, après avoir pleinement exécuté tous les ordres reçus, dont celui de me retirer et de ne pas tomber en leur possession. Je suis également le premier à être revenu et le seul à m'être aventuré à l'intérieur le jour où ils en ont été pacifiquement maîtres". Tingey reprend ses fonctions de commandant après le retrait des forces britanniques.
Tout au long de ses vingt-neuf années de commandement du chantier naval de Washington, Tingey fait preuve d'un grand sens de la diplomatie pour concilier les exigences souvent contradictoires qui lui sont imposées. Sa correspondance témoigne de sa volonté de trouver un équilibre entre les exigences de ses supérieurs politiques et les besoins, et parfois les exigences, de ses employés. Le secrétaire d'État à la Marine impose parfois de lourdes charges au Commodore, par exemple en ordonnant que des constructeurs navals comme Josiah Fox et William Doughty soient autorisés à diriger les travaux et à embaucher des employés du chantier.

### Décès et enterrement
Tingey meurt le 23 février 1829. Il est enterré avec les honneurs militaires au cimetière du Congrès à Washington (Congressional Cemetery).

### Sociétés
Dans les années 1820, Tingey est membre de la prestigieuse société Columbian Institute for the Promotion of Arts and Sciences, qui compte parmi ses membres les anciens présidents Andrew Jackson et John Quincy Adams et de nombreux hommes éminents de l'époque, y compris des représentants bien connus de l'armée, de la fonction publique, de la médecine et d'autres professions. Le 1er mars 1820, Tingey invite les officiers de marine du district de Columbia à examiner une proposition de société fraternelle pour le soulagement des officiers indigents, de leurs veuves et de leurs enfants. En conséquence, la Naval Fraternal Association a été fondée la même année, pour les familles des officiers décédés. L'association a ensuite demandé au Congrès de la constituer en société en 1823, mais le Congrès a rejeté sa demande par crainte d'un précédent. L'association établit alors une organisation nationale sous une charte de district.

### Vie privée
Sa fille Hannah épousa Tunis Craven, un commis du gouvernement et plus tard un commissaire de bord de la marine. Deux de ses fils, Tunis et Thomas Tingey, se sont illustrés dans la marine de l'Union (Union Navy) pendant la guerre de Sécession. Une autre fille, Margaret, a épousé le représentant américain Joseph F. Wingate du Maine. Tingey était généralement apprécié de ses nombreux employés civils. Michael Shiner, un travailleur esclave du chantier naval de Washington (Washington Navy Yard), a rendu hommage à Tingey en ces termes : "Décédé au commandement du chantier naval de Washington, le commandant Thomas Tinsy, le 23 février 1829, un lundi, alors qu'il y avait de la neige au sol ; il était un bon officier et un gentleman."

### Propriétaire d'esclaves
Le recensement américain de 1810 pour le district de Columbia a recensé Thomas Tingey comme ayant six personnes asservies enregistrées dans son ménage. En tant que propriétaire d'esclaves, le Commodore Tingey pouvait être "rude et même brutal". En 1828, le diariste Michael Shiner a écrit : "Au même moment, ils ont vu un jeune homme comerder tinsay [Commodore Tingey] couper certains de ses shines à la maison sur le 4 et ils l'ont emmené au grenier à gréement pour lui donner un "démarrage".", une flagellation, une correction sur le dos nu avec un bout de corde épais.
Tingey prend souvent l'initiative de renvoyer en esclavage des hommes et des femmes qui se sont échappés.

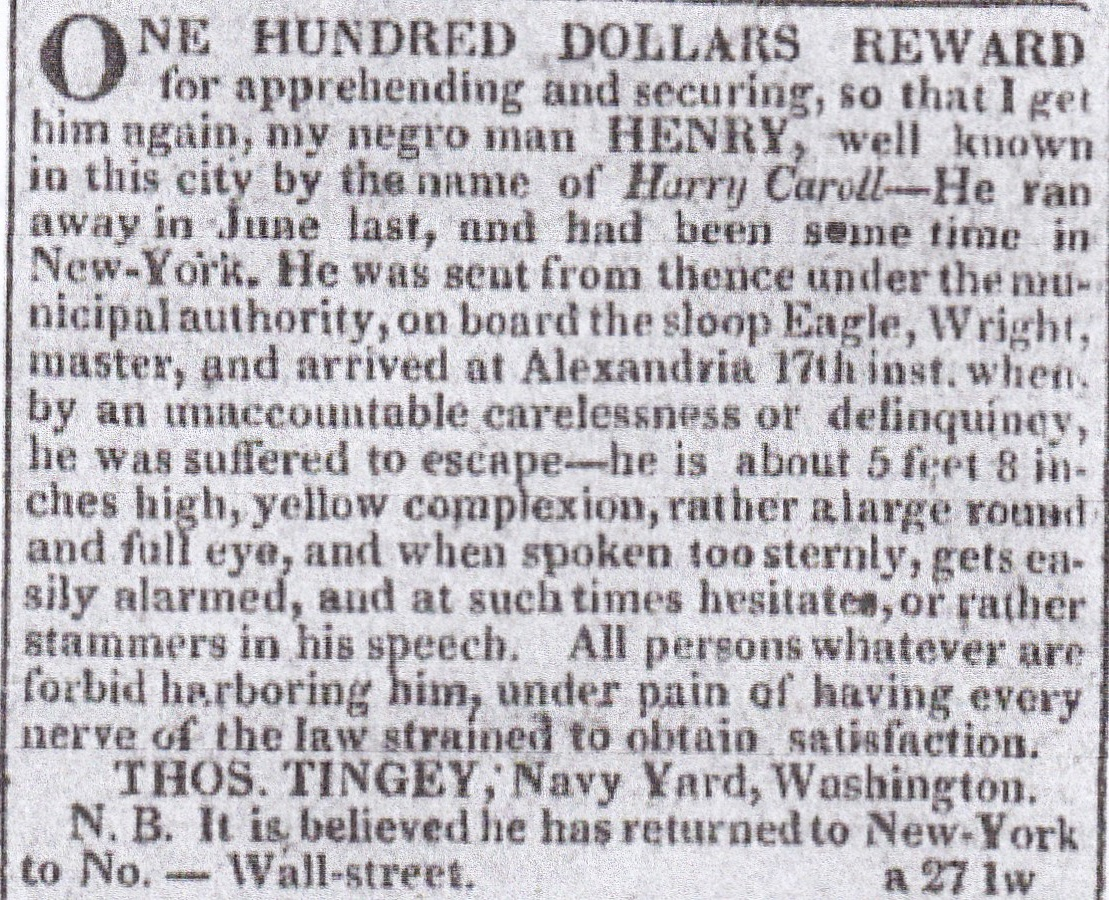
Le Mercantile Advertiser, (New York, New York) du 2 mai 1818, p. 2, récompense Henry Caroll de 100 dollars, qui relate également sa précédente tentative d'obtenir la liberté.

Le 4 janvier 1820, le Boston Patriot and Daily Advertiser rapporte que le commodore Thomas Tingey a récupéré son ouvrier asservi John Howard et que l'agent de Tingey doit le renvoyer dans le district de Columbia. Le 16 août 1821, Tingey publie un avis pour sa cuisinière et gouvernante réduite en esclavage, Sukey Dean, dans lequel il déclare : "Mais quiconque l'obtiendra en prison ou la vendra dans les journaux de la ville pendant trois jours pour de l'argent comptant aura le quart de ce qu'elle aura été vendue en argent comptant, moins les frais éventuels". En 1822, Tingey écrit à un collègue que Sukey Dean cherche un emploi en tant que femme libre. Tingey donne des détails sur la manière de capturer la femme asservie et des instructions sur la manière de la vendre immédiatement après sa capture.

## Hommage
Trois navires de la marine américaine (US Navy) ont été baptisés USS Tingey en son honneur, ainsi que la "porte Tingey" du Washington Navy Yard, à Washington, D.C., et la "Tingey Street SE", qui mène à la porte.

## Source
- (en) Cet article est partiellement ou en totalité issu de l’article de Wikipédia en anglais intitulé « Thomas Tingey » (voir la liste des auteurs).